# 120E busz (Budapest)
A budapesti 120E jelzésű autóbusz az Újpest, Tanácsháza és a Hősök tere között közlekedett. A vonalat a Budapesti Közlekedési Vállalat üzemeltette.

## Története
1974. szeptember 2-án indítottak új járatot 120E jelzéssel Újpest, Tanácsháza és a Hősök tere között. A járat csak hétköznap és szombaton csúcsidőben járt, a két végállomás között egyszer sem állt meg. A vonalon a Récsei garázs Ikarus 556-os buszai teljesítettek szolgálatot. Alacsony kihasználtság miatt 1974. november 2-án járt utoljára, 4-én 120-as jelzésű gyorsjárat váltotta fel, mely több megállót kiszolgálva Újpest, Fóti út és Hősök tere között közlekedett.

## Útvonala
| Hősök tere felé | Újpest, Tanácsháza felé |
| --- | --- |
| Újpest, Tanácsháza vá. – Jókai utca – Lebstück Mária utca – Pozsonyi utca – Béke utca – Gyöngyösi utca – Reitter Ferenc utca – Vágány utca – Dózsa György út – Népköztársaság útja – Rippl-Rónai utca – Hősök tere vá. | Hősök tere vá. – Dózsa György út – Vágány utca – Reitter Ferenc utca – Gyöngyösi utca – Béke utca – Pozsonyi utca – Lebstück Mária utca – József Attila utca – Bajcsy-Zsilinszky út – Újpest, Tanácsháza vá. |

## Megállóhelyei
| 0  | Újpest, Tanácsháza végállomás | 20 | 20, 20A, 30, 43, 84, 130 8, 10, 10A, 12, 55                        |
| 20 | Hősök tere végállomás         | 0  | Millenniumi Földalatti Vasút 1, 4, 20, 20A, 30, 130 71, 72, 75, 79 |